# Ctenus levipes
Ctenus levipes är en spindelart som beskrevs av L. des Arts 1912. Ctenus levipes ingår i släktet Ctenus och familjen Ctenidae.
Artens utbredningsområde är Tanzania. Inga underarter finns listade i Catalogue of Life.